# Ciclonicate
Ciclonicate là một thuốc giãn mạch.